# Marco Antonio Di Renzo
Marco Antonio Di Renzo   (Plochingen, 1 d'agost de 1969) és un ciclista italià, ja retirat, que fou professional entre 1996 i 2000. En el seu palmarès destaca una victòria d'etapa a la Volta a Espanya de 1996, així com el Tour de Vendée de 1998.

## Palmarès
- 1995
  - 1r al Trofeu Adolfo Leoni
- 1996
  - Vencedor d'una etapa a la Volta a Espanya
  - Vencedor d'una etapa a la Setmana Ciclista Internacional
  - Vencedor de 2 etapes a la Volta a Eslovènia
- 1998
  - 1r al Tour de Vendée

### Resultats al Giro d'Itàlia
- 1997. 112è de la classificació general
- 1996. 94è de la classificació general

### Resultats a la Volta a Espanya
- 1996. 102è de la classificació general. Vencedor d'una etapa
- 1997. Abandona